# Wereldkampioenschappen schaatsen afstanden 2020 - 1000 meter mannen
De 1000 meter mannen op de wereldkampioenschappen schaatsen afstanden 2020 werd gereden op zaterdag 15 februari 2020 in het ijsstadion Utah Olympic Oval in Salt Lake City, Verenigde Staten. 
Titelverdediger was de Nederlander Kai Verbij. De Rus Pavel Koelizjnikov won de 1000m. Hij klopt de Nederlander Kjeld Nuis met meer dan één seconde en reed een wereldrecord en ging als eerste man (ruim) onder de 1.06.

## Uitslag
| #      | Schaatser                   | Tijd          |
| ------ | --------------------------- | ------------- |
| Goud   | Pavel Koelizjnikov          | 1.05,69 BR/WR |
| Zilver | Kjeld Nuis                  | 1.06,73       |
| Brons  | Laurent Dubreuil            | 1.06,76       |
| 4      | Håvard Holmefjord Lorentzen | 1.07,00       |
| 5      | Masaya Yamada               | 1.07,03       |
| 6      | Kai Verbij                  | 1.07,05       |
| 7      | Nico Ihle                   | 1.07,10       |
| 8      | Roeslan Moerasjov           | 1.07,13       |
| 9      | Antoine Gélinas-Beaulieu    | 1.07,25       |
| 10     | Ihnat Halavatsjoek          | 1.07,32       |
| 11     | Viktor Moesjtakov           | 1.07,34       |
| 12     | Joey Mantia                 | 1.07,51       |
| 13     | Kim Jin-su                  | 1.07,52       |
| 14     | Ryota Kojima                | 1.07,55       |
| 15     | Yamato Matsui               | 1.07,59       |
| 16     | Ning Zhongyan               | 1.07,62       |
| 17     | Alexandre St-Jean           | 1.07,87       |
| 18     | Mathias Vosté               | 1.07,95       |
| 19     | Jeremias Marx               | 1.08,064      |
| 20     | Kim Tae-yun                 | 1.08,069      |
| 21     | Kim Jun-ho                  | 1.08,16       |
| 22     | Odin By Farstad             | 1.08,60       |
| 23     | Hendrik Dombek              | 1.08,84       |
| 24     | Thomas Krol                 | DQ            |

1996 · 
1997 · 
1998 · 
1999 · 
2000 · 
2001 · 
2003 · 
2004 · 
2005 · 
2007 · 
2008 · 
2009 · 
2011 · 
2012 · 
2013 · 
2015 · 
2016 · 
2017 · 
2019 ·
2020 ·
2021 ·
2023 ·
2024 ·
2025